# Vor Frue Sogn (Roskilde Kommune)
 For alternative betydninger, se Vor Frue Sogn. (Se også artikler, som begynder med Vor Frue Sogn)
Vor Frue Sogn er et sogn i Roskilde Domprovsti (Roskilde Stift).
Vor Frue Sogn lå oprindeligt i Roskilde Købstad, som geografisk hørte til Sømme Herred i Roskilde Amt og ved kommunalreformen i 1970 blev kernen i Roskilde Kommune. Sognets kirke var Gammel Vor Frue Kirke fra 1080, som nu hører til Roskilde Domsogn.
I 1907 blev Ny Vor Frue Kirke opført i byen Vor Frue, som ligger i det nye Vor Frue Sogn syd for Roskilde. Roskilde Vor Frue sognekommune blev ved kommunalreformen indlemmet i Roskilde Kommune.
I det nye Vor Frue Sogn findes følgende autoriserede stednavne:
- Darup (bebyggelse, ejerlav)
- Darupgård (landbrugsejendom)
- Kamstrup (bebyggelse, ejerlav)
- Tjæreby (bebyggelse, ejerlav)
- Tjæreby Lyng (areal)
- Vor Frue (bebyggelse)
- Øde Hastrup (bebyggelse, ejerlav)